# Patrícia Godinho Gomes
Patrícia Alexandra Godinho Gomes (* 26. Juni 1972, Angola) ist eine Historikerin und Genderforscherin aus Guinea-Bissau. Sie erforscht die Rollen von Frauen in antikolonialem Widerstand, Afrikanischem Feminismus und Gender in den lusophonen afrikanischen Ländern mit Fokus auf Guinea-Bissau und Kap Verde.

## Werdegang
Gomes wurde am 26. Juni 1972 in der damaligen portugiesischen Überseeprovinz Angola geboren. Sie wuchs auf in Guinea-Bissau. Sie studierte in Portugal am Institut für Sozial- und Politikwissenschaften der Technischen Universität Lissabon und schloss 1995 mit einem Lizenziat in Internationalen Beziehungen mit Spezialisierung auf Afrikastudien ab. Eine Promotion in Geschichte und Institutionen Afrikas schloss sie 2002 an der Universität Cagliari (Italien) ab. Von 2006 bis 2010 war sie an derselben Universität als wissenschaftliche Mitarbeiterin (Postdoktorandin) für afrikanische Geschichte. Von 2014 bis 2018 forschte und lehrte Gomes als assoziierte Professorin für Ethnische und Afrikanische Studien an der Universidade Federal da Bahia (UFBA) in Brasilien. 2020 war sie als Associate Researcher am National Institute of Studies and Research in Guinea-Bissau. Sie ist Mitglied des Executive Committee des Council for the Development of Research in Social Sciences in Africa (CODESRIA), Mitglied des National Institute of Studies and Research (INEP) und Mitglied des African Borderland Network (ABORNE). Sie arbeitete an der Biographies of African Women Database der Universität Bahia.
Die Erfahrungen von Frauen in lusophonen (portugiesischsprachigen) Ländern in Afrika und ihr anti-kolonialer Widerstand ist das Zentrum ihrer Forschung. 2017 arbeitete Gomes an einem vergleichenden Forschungsprojekt zu Erfahrungen von afrikanischen und afro-brasilianischen Frauen aus einer Perspektive des Globalen Südens. Da sowohl Guinea-Bissau als auch Brasilien portugiesische Kolonien waren, ist die Erforschung der Unterschiede im kolonialen Vermächtnis zum Umgang mit Gender ein wichtiges Forschungsthema. Sie hat auch gearbeitet zum Beitrag, welchen Frauen in Guinea-Bissau zur intellektuellen Produktion beigetragen haben. 2019 veranstaltete sie Vorlesungen über Frauen, Panafrikanismus und Marxismus an der Fakultät für Recht der UFBA. Sie ist auch Expertin für das Leben der Politikerin Teodora Inácia Gomes.

## Werke
- Encontros e desencontros de lá e de cá do Atlântico: mulheres africanas e afro-brasileiras em perspectivas de gênero (SciELO-EDUFBA, 2017).[11]
- A Mulher guineense como sujeito e objecto do debate histórico contemporâneo: Excertos da história de vida de Teodora Inácia Gomes. In: Africa Development. 2016.[10]
- A importância das Forças Armadas Revolucionárias do Povo (F.A.R.P.) na luta pela libertação da Guiné-Bissau. In: Poiésis. 2010.[12]